# Cristo Rei (Garajau)

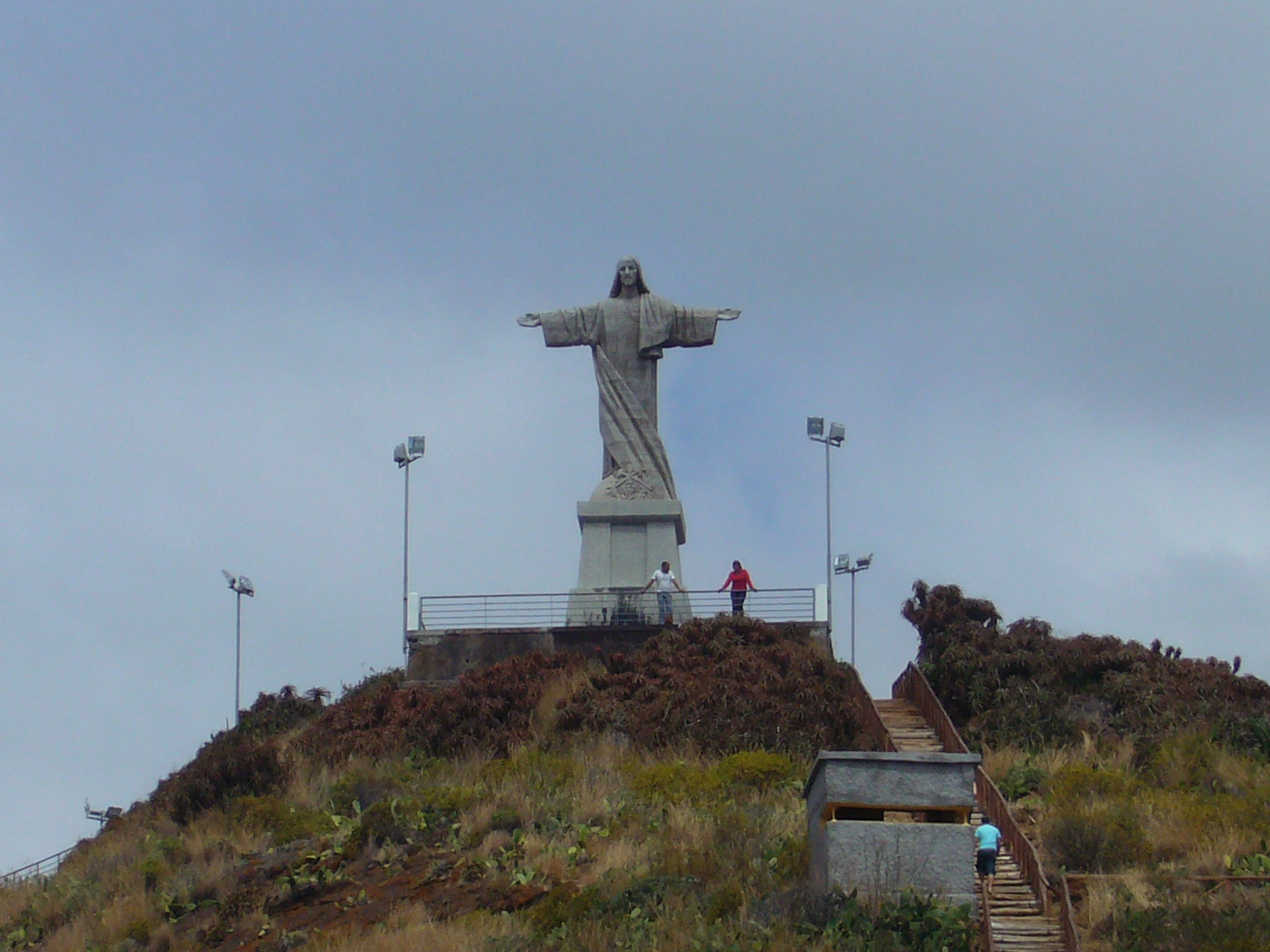
Cristo Rei in Garajau

Die Christo-Rei-Statue auf Madeira verehrt Christus König. Sie steht bei Ponta do Garajau auf einem Felsvorsprung zwischen Caniço und Funchal. Von dem Plateau führt die Luftseilbahn Garajau zum Strand hinunter. Die Statue wurde in den 1920er Jahren erbaut und am 30. Oktober 1927 eingeweiht. Finanziert wurde sie von dem Anwalt Aires de Ornelas und seiner Frau. Erschaffen hat sie der französische Bildhauer Serraz Georges.